# Upucerthia
Genre
Le genre Upucerthia regroupe cinq espèces de passereaux appartenant à la famille des Furnariidae.

## Systématique
L'Upucerthie de Jelski (Upucerthia jelskii) n'est plus considérée comme une espèce à part entière par le Congrès ornithologique international dans sa classification version 3.4 (2013). Elle suit en cela les travaux d'Areta et Pearman (2013), qui montrent que U. jelskii n'est qu'une variation clinale de U. validirostris, bien qu'ayant des différences morphologiques importantes (plumage ; taille, longueur des ailes, taille du bec supérieures) et une aire de répartition distincte. En effet, les individus de l'espèce U. jelskii répondent aux chants des autres sous-espèces de U. validirostris, et s'hybrident avec eux.
Une étude phylogénique de Chesser & Brumfield (2007) montre que le genre Upucerthia n'est pas monophylétique, et a pour conséquence le transfert de l'Upucerthie de Bolivie et l'Upucerthie du chaco vers le nouveau genre Tarphonomus, où ils deviennent respectivement Tarphonomus harterti et Tarphonomus certhioides. Les travaux génétiques de Chesser et al. (2007) et Fjeldså et al. aboutissent au déplacement de deux autres espèces Ochetorhynchus ruficaudus et Ochetorhynchus andaecola vers le genre Ochetorhynchus.
De même, après les travaux de Chesser et al. (2009), l'espèce Upucerthie striée (Upucerthia serrana) est déplacée vers le nouveau genre Geocerthia.

### Liste des espèces
D'après la classification de référence (version 3.4, 2013) du Congrès ornithologique international (ordre phylogénique) :
- Upucerthia validirostris – Upucerthie fauve
- Upucerthia albigula – Upucerthie à gorge blanche
- Upucerthia dumetaria – Upucerthie des buissons
- Upucerthia saturatior – (?)